# Ilimane Diop
Ilimane Diop Gaye (Dakar, 4 aprile 1995) è un cestista senegalese con cittadinanza spagnola.

## Palmarès
- Campionato spagnolo: 1

Saski Baskonia: 2019-20